# سبك في قوالب رملية

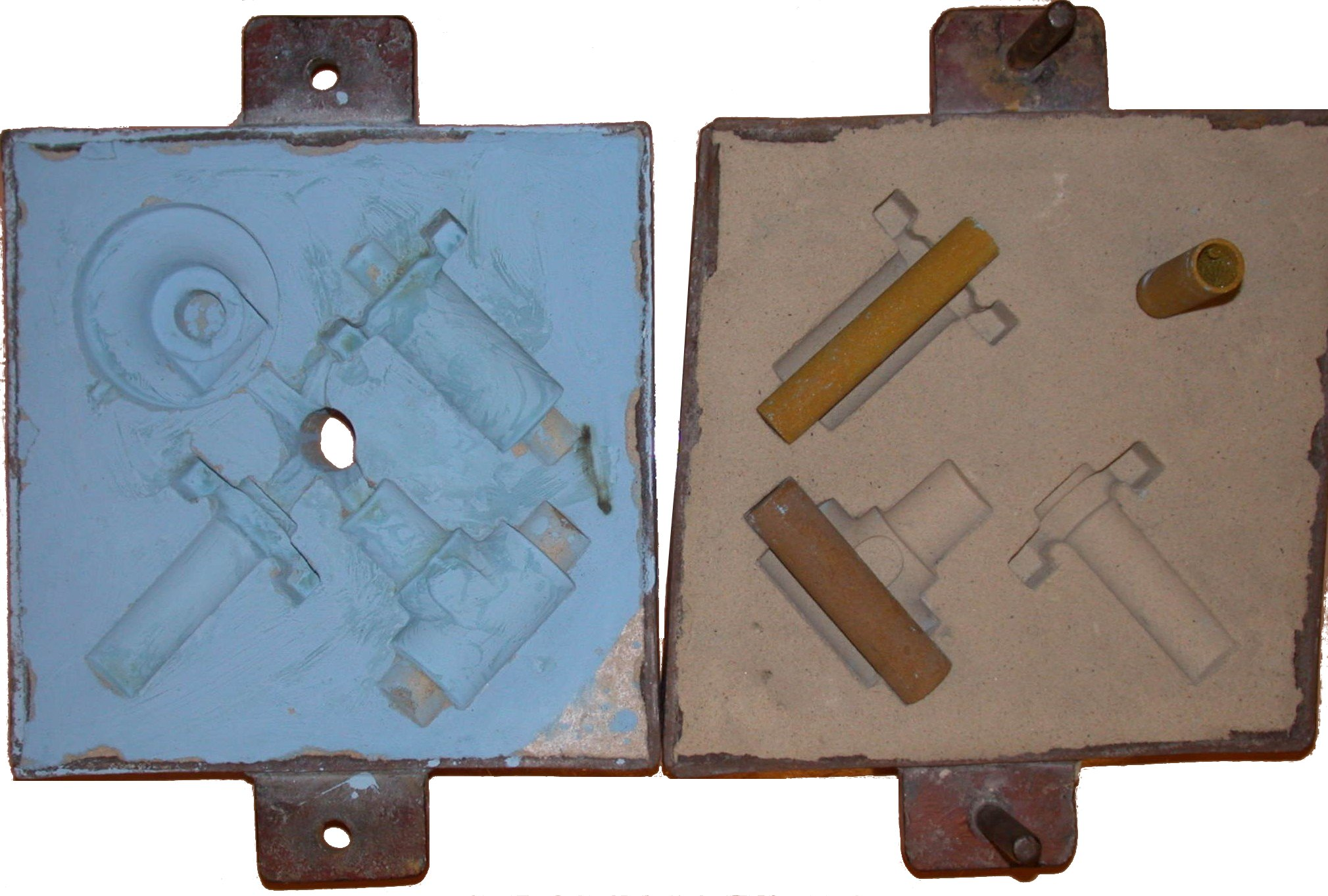

السَّبْكُ في قوالب رملية يستخدم فيها رمل ذو خواص مناسبة لتصنيع القالب المستخدم في عملية السبك، حيث يستخدم القالب مرة واحدة. فبعد تجمد المسبوكة يُحطم القالب الرملي وتستخرج المسبوكة. ويمكن استخدام الرمل عدة مرات مع إضافة بعض المواد الرابطة.

## مقدمة
يشبه الأسلوب المستخدم لعمل مسبوك في قالب رملي في ورشة صغيرة الأسلوب المستخدم في الصناعة، وترتبط الفروق الرئيسية بحجم المسبوك وكمية المسبوكات المطلوب إنتاجها. وتتكون عملية تصنيع المسبوكات من خطوتين:
1. صهر الخامة عند درجة الحرارة المناسبة والوصول إلى التركيب الكيميائي المطلوب.
2. تجهيز القالب. والقالب هو فجوة أو فتحة لها نفس شكل وحجم الجزء المطلوب سباكته (مع مراعاة الانكماش) يعدا في وسط مناسب لاستقبال واستبقاء المعدن المنصهر.